# Cosmopolitan Life
«Cosmopolitan Life» — спільний студійний альбом гітариста Ел Ді Меола і Леоніда Агутіна, виданий у 2005 році. Диск вийшов у продаж в Росії, Великій Британії, Німеччині, Австрії, Канаді та США. Загальна цифра продажів диска перевищила 900 000 копій за перші 6 місяців.

Всі пісні альбому були написані: музика — Леонід Агутін, тексти — Алекс Сіно (англ. Alex Sino). Після виходу в світ альбому Алекс Сіно в 2007 році написав сценарій і спродюсував фільм «Cosmopolitan Live».

## Список композицій
1. Cuba Africa
2. Cosmopolitan Life
3. Nobody
4. Price To Learn
5. Tango
6. Smile
7. Portofino
8. If I ll Get A Chance…
9. Blue River
10. Shade Of Your World
11. Cosmopolitan Life (відеокліп)

## Учасники запису
- Леонід Агутін — вокал, піаніно, гітара
- Ел Ді Меола — акустична гітара, електрогітара
- Ентоні Джексон, Хуліо Ернандес, Олег Тархов, Сегрій Корольов — бас гітара
- Вінні Колаюта, Артур Газаров, Чи Левін — ударні інструменти
- Альберт Федосєєв — клавішні
- Річард Браво і Гумби Ортіс — перкусія
- Анатолій Котов — гітара
- Ед Калле — саксофон
- Джон Крикер — trombone
- Тоні Консепсіон — труба
- Анжеліка Варум — вокал